# Swfdec
Swfdec är en Flash-spelare och som är fri programvara. Den är för närvarande kompatibel med GNU/Linux och FreeBSD och distribueras under GNU Lesser General Public License (LGPL). Det finns en fristående spelare och ett Mozilla plugin. Swfdec är en avkodare/renderare för Adobe Flash-animationer, som ofta finns på webbplatser. Spelaren har rutinmässigts uppdateras för att stödja de senaste funktionerna som efterfrågas av en videospelare, vilket resulterat i de flesta (inklusive Youtube, Google Videos, Lulu.tv, AOL video och CNN video) har fungerat. Idag står utveckling av Swfdec nästan stilla.
Swfdec finns i Ubuntu 10.10 förråden.